# Pańska Dolina
Pańska Dolina – osada leśna w Polsce położona w województwie lubelskim, w powiecie zamojskim, w gminie Stary Zamość.
W latach 1975–1998 miejscowość administracyjnie należała do województwa zamojskiego.
Wierni Kościoła rzymskokatolickiego należą do parafii Świętego Krzyża w Kalinówce.